# Tangerine (Led Zeppelin)
Tangerine è una canzone del gruppo hard rock inglese Led Zeppelin pubblicata nel loro terzo album in studio. È caratterizzata da una dolce successione di accordi in la minore suonati da Page sulla chitarra a 12 corde. Il testo parla della fine di un amore.

## Storia

### Yardbirds
Per quanto l'autore abbia dichiarato di aver scritto la canzone durante l'estate del 1969, esistono delle registrazioni che provano che la canzone faceva parte del repertorio degli Yardbirds, il primo gruppo di Page. La versione degli Yardbirds differisce da quella dei Led Zeppelin nel testo e nell'assolo di chitarra.

### Led Zeppelin
La canzone è stata poi ripresa dal chitarrista durante le registrazioni di Led Zeppelin III, che scrisse un nuovo assolo e ne modificò leggermente la struttura ed il testo. Tangerine fu poi ripresa dai Led Zeppelin in vari concerti ed entrò dunque a far parte del repertorio del gruppo.

## La canzone
Tangerine è una canzone molto particolare nel repertorio dei Led Zeppelin, caratterizzata da una melodia solare e leggermente malinconica, dalle sonorità che variano dal folk alla psichedelia, abbastanza anomale per il gruppo, che si caratterizza per sonorità hard rock con fortissime influenze blues. Anche il testo è anomalo per il gruppo: sono infatti assenti le tematiche del blues come il lavoro, i riferimenti sessuali, la donna infame e il tradimento e si lascia invece spazio a tematiche più dolci ed introspettive che parlano della malinconia che si prova alla fine di un amore.

## Formazione
- Jimmy Page: Chitarra a 12 corde, pedal steel guitar, cori
- Robert Plant :  Voce
- John Paul Jones :  Basso elettrico
- John Bonham : Batteria